# Raymond Whittindale
Raymond Whittindale (ur. 1883 w Kenilworth, zm. 9 kwietnia 1915 w Cheltenham) – brytyjski rugbysta, olimpijczyk, zdobywca srebrnego medalu w turnieju rugby union na Letnich Igrzyskach Olimpijskich w 1900 roku w Paryżu.
Brat Claude’a oraz Karla, również rugbystów. Studiował prawo.

## Kariera sportowa
W trakcie kariery sportowej związany był z klubem Aston Old Edwardians RFC. W 1900 roku z Moseley Wanderers RFC jako przedstawicielem Wielkiej Brytanii – zagrał w turnieju rugby union na Letnich Igrzyskach Olimpijskich 1900. W rozegranym 28 października 1900 roku na Vélodrome de Vincennes spotkaniu Brytyjczycy ulegli Francuzom 8:27. Oznaczało to zdobycie przez Brytyjczyków srebrnego medalu ex aequo z Niemcami, jako że zaplanowany na 11 listopada mecz z reprezentującym Cesarstwo Niemieckie klubem SC 1880 Frankfurt nie doszedł do skutku.